# Château de Louche
Le château de Louche est situé sur la commune d'Annet-sur-Marne en Seine-et-Marne.

## Description
Le château est composé d'un corps principal reconstruit au XIXe siècle.
Le château est aussi composé de jardin d'agrément dit : parc du château de Louche.

## Historique
Le château de Louche, ancien pavillon de chasse, abrite une maison de retraite depuis 2007.
Une partie de son parc d’origine fait aujourd’hui partie des biens de la commune qui l’a restauré et obtenu à ce titre le 2e prix départemental du Paysage et de l’Environnement en 1994.